# 李若林
李若林（1398年—？），字若林，廣東潮州府潮陽縣人，明朝政治人物。進士出身。

## 生平
廣東鄉試第二名。宣德五年（1430年）丁丑科會試第九名，殿試登進士第二甲第十七名，任刑部主事。

## 家族
曾祖李崇華。祖父李東野。父亲李玄泰。